# Thornburg (Iowa)
Thornburg es una ciudad ubicada en el condado de Keokuk en el estado estadounidense de Iowa. En el Censo de 2010 tenía una población de 67 habitantes y una densidad poblacional de 131,31 personas por km².

## Geografía
Thornburg se encuentra ubicada en las coordenadas 41°27′19″N 92°19′58″O / 41.45528, -92.33278. Según la Oficina del Censo de los Estados Unidos, Thornburg tiene una superficie total de 0.51 km², de la cual 0.51 km² corresponden a tierra firme y (0%) 0 km² es agua.

## Demografía
Según el censo de 2010, había 67 personas residiendo en Thornburg. La densidad de población era de 131,31 hab./km². De los 67 habitantes, Thornburg estaba compuesto por el 100% blancos, el 0% eran afroamericanos, el 0% eran amerindios, el 0% eran asiáticos, el 0% eran isleños del Pacífico, el 0% eran de otras razas y el 0% pertenecían a dos o más razas. Del total de la población el 1.49% eran hispanos o latinos de cualquier raza.